# 1 Batalion Saperów Legionów

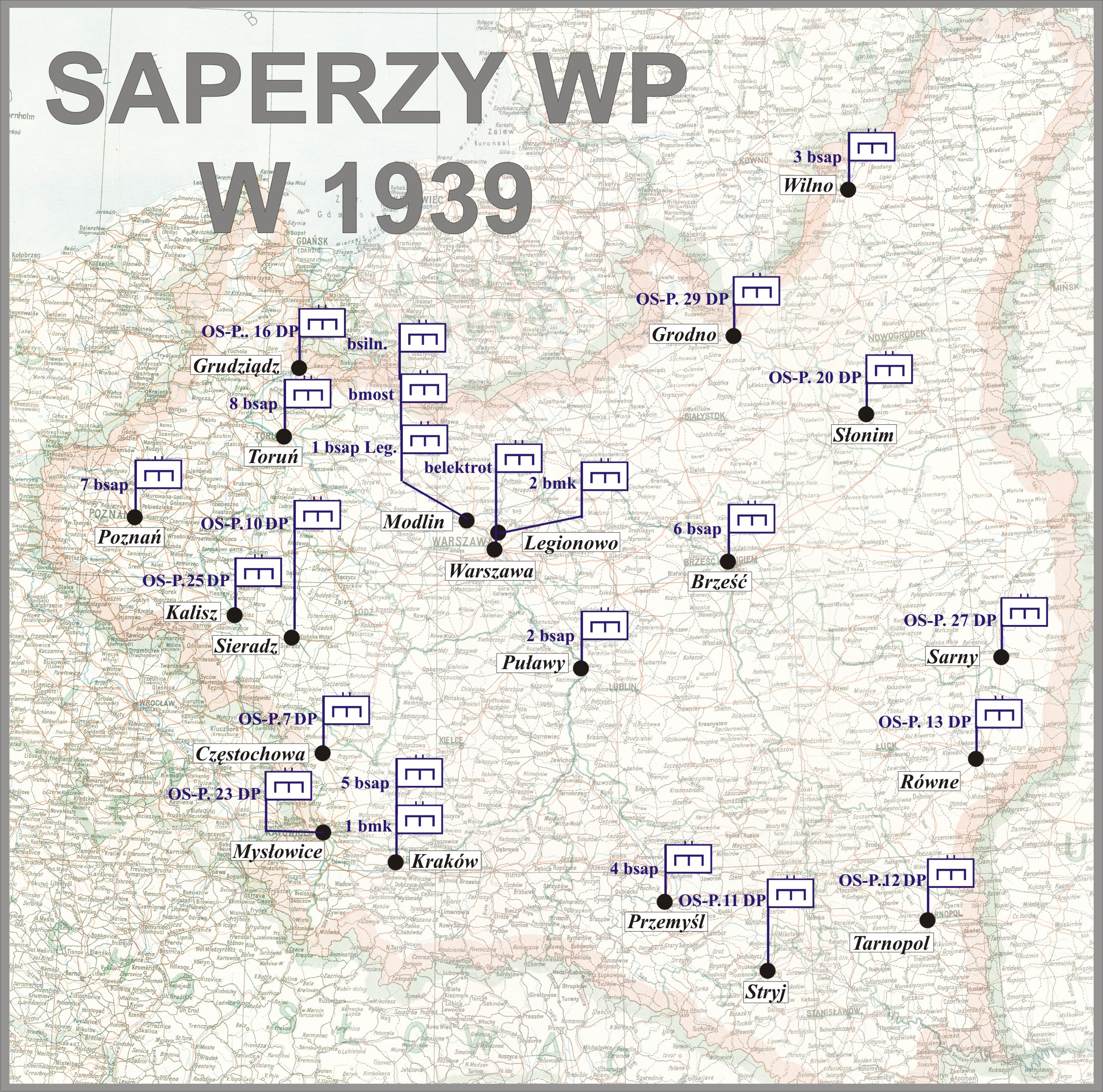
Jednostki saperskie WP w 1939

1 Batalion Saperów Legionów (1 bsap) – oddział saperów Wojska Polskiego w II Rzeczypospolitej.
Batalion był  jednostką wojskową istniejącą w okresie pokoju i spełniająca zadania mobilizacyjne wobec oddziałów i pododdziałów saperów.  Spełniał również zadania organizacyjne i szkoleniowe. Stacjonował w Twierdzy Modlin. W 1939, po zmobilizowaniu jednostek przewidzianych planem mobilizacyjnym, został rozwiązany.

## Formowanie i zmiany organizacyjne
22 sierpnia 1921 roku w twierdzy Modlin został sformowany 1 pułk saperów. Nowa jednostka powstała z połączenia „wojennych” batalionów saperów: 8 mjr Stanisław Magnuszewski, 18 kpt. Konstanty Skąpski i 28 mjr Stefan Dąbkowski.
Pułk nawiązywał do tradycji kompanii saperów Legionów Polskich.
W 1925 roku zostało zlikwidowane dowództwo XXVIII baonu saperów, a kompanie zostały włączone w skład batalionów VIII i XVIII, jako trzecie kompanie.
19 maja 1927 roku Minister Spraw Wojskowych marszałek Polski Józef Piłsudski ustalił i zatwierdził dzień 7 czerwca, jako datę święta pułkowego.
W 1929 roku pułk został przeformowany w 1 batalion saperów Legionów.

## Mobilizacja 1939
1 Batalion Saperów Legionów był jednostką mobilizującą. Zgodnie z planem mobilizacyjnym „W” sformował pododdziały:
w dniach 19 lipca – 7 sierpnia 1939 roku, w mobilizacji alarmowej, w grupie jednostek oznaczonych kolorem niebieskim:
- rezerwowa kompania saperów nr 114 dla Armii „Modlin”
- rezerwowa kompania saperów nr 115 dla Armii „Modlin”
- rezerwowa kompania saperów nr 117 dla Armii „Pomorze”
- rezerwowa kompania saperów nr 118 dla Armii „Pomorze”

w mobilizacji alarmowej, w grupie jednostek oznaczonych kolorem niebieskim:
- 8 batalion saperów dla 8 DP
- rezerwowa kompania saperów nr 111 dla Armii „Modlin”
- rezerwowa kompania saperów nr 112 dla Armii „Modlin”
- park saperski (komenda) nr 11
- pluton parkowy saperów nr 11
- pluton parkowy saperów nr 12

w I rzucie mobilizacji powszechnej:
- 61 batalion saperów dla 41 DP (rez.)
- rezerwowa kompania saperów nr 113 dla Armii „Modlin”
- rezerwowa kompania saperów nr 116 dla Armii „Modlin”
- pluton parkowy saperów nr 13
- lekka kolumna pontonowa typ I nr 111
- lekka kolumna pontonowa typ I nr 112
- lekka kolumna pontonowa typ II nr 113
- lekka kolumna pontonowa typ II nr 114

w II rzucie mobilizacji powszechnej:
- 71 batalion saperów dla 44 DP (rez.)
- kompania marszowa saperów Nr 11
- Ośrodek Zapasowy Saperów typ specjalny nr 1[4]

## Działania bojowe pododdziałów zmobilizowanych w 1 bsap Leg. w 1939
W opisie działań przedstawiono krótką historię walk i prac wykonanych przez pododdziały zmobilizowane wielkości kompanii i równorzędnej oraz plutonów. Opis działań i walk batalionów stanowią treść odrębnych artykułów.

### Rezerwowe kompanie saperów
Według planu mobilizacyjnego „W 2” w 1 batalionie saperów Legionów zmobilizowano 8 rezerwowych kompanii saperów zgodnie z etatem Ldz. 3103:
- 111 rezerwowa kompania saperów

Zmobilizowana w mobilizacji alarmowej w czasie 32 godzin, pod dowództwem por. rez. Stanisława Majewskiego. Zgodnie z planem obronnym "Z" przydzielona do Armii "Modlin". Działania jej do czasu dotarcia do Warszawy nie są znane. Działała na Odcinku Warszawa-Zachód na pododcinku południowym (Mokotów). Około połowy września rozkazem dowódcy saperów Armii "Warszawa" 111 kompania została uzupełniona 13 i 14 plutonami eksploatacyjno silnikowymi wąskotorowymi. Skapitulowała 28 września wraz z garnizonem Warszawy.
- 112 rezerwowa kompania saperów

Zmobilizowana w mobilizacji alarmowej w czasie 32 godzin. Zgodnie z planem obronnym "Z" przydzielona do Armii "Modlin". Losy jej nie są znane.
- 113 rezerwowa kompania saperów

Zmobilizowana w mobilizacji powszechnej w I jej rzucie. Do 1 września 1939 roku mobilizowana w koszarach batalionu, a od 1 września w Pomiechówku. Kompanią dowodził por. rez. inż. Jerzy Odrowąż-Pieniążek. Zgodnie z planem obronnym "Z" przydzielona do Armii "Modlin". 4 września 113 kompania z rozkazu dowództwa Armii "Modlin" przybyła do Orzechowa, gdzie wspólnie z plutonem z 61 batalionu saperów uczestniczyła w przygotowaniach i wysadzeniu mostu kolejowego. 5 września udała się na przyczółek mostowy w Wierzbicy nad Narwią i zamknęła szosę Serock-Wyszków. 7 września na rozkaz ze sztabu armii kompania spaliła most na Narwi w Wierzbicy. Nocą 7/8 września przeprawiła się przez Bug i dotarła do wsi Sokołówek. 8 września został wysłany do Dębego II pluton ze 113 ksap. pozostała część kompanii przebywała w rejonie Serocka do 14 września dokonując naprawy zniszczonego przez lotnictwo niemieckie mostu. 14 września przez Popowo Kościelne, Strugę i Zielonkę kompania pomaszerowała do Warszawy. Stacjonowała w gazowni przy ul. Ludnej. Nocą 16/17 września w wyniku ostrzału artylerii niemieckiej poległo 2 oficerów kompanii, a por. Odrowąż-Pieniążek został ranny. Po połowie września rozkazem dowódcy saperów Armii "Warszawa" 113 kompania została uzupełniona 15 i 16 plutonami eksploatacyjno silnikowymi wąskotorowymi.18 września została skierowana na pododcinek południowy(Mokotów), gdzie pracowała przy budowie umocnień do kapitulacji stolicy.  
- 114 rezerwowa kompania saperów

Miała zostać zmobilizowana w I rzucie mobilizacji powszechnej, ale z uwagi na pilną potrzebę wykonania prac fortyfikacyjnych, 114 kompanię zmobilizowano w końcu lipca 1939 roku. Pod dowództwem 12 Grupy Fortyfikacyjnej została skierowana na przedmoście płockie. Z uwagi na braki sprzętu budowlanego i braki wyszkoleniowe, 114 kompania nie zdołała zrealizować pełnego zakresu robót na przedmościu. Od 7 września kompania stacjonowała w Radziwiu, kontynuowała prace saperskie. Dalszy jej udział w walkach w rejonie Płocka nie jest znany.
- 115 rezerwowa kompania saperów

Zmobilizowana w I rzucie mobilizacji powszechnej do 4 września. Zgodnie z planem obronnym "Z" przydzielona do Armii "Modlin". Losy jej nie są znane
- 116 rezerwowa kompania saperów

Zmobilizowana w I rzucie mobilizacji powszechnej do 4 września. Zgodnie z planem obronnym "Z" przydzielona do Armii "Pomorze", ale nie skierowana do tej armii pozostała w dyspozycji dowódcy Grupy gen. bryg. Zulaufa. Od 8 do 12 września przydzielona do zgrupowania saperów mjr. T. Pisarskiego miała rozpoznać i przygotować przeprawy na przedmościu modlińskim. Dalsze jej losy nie są znane.  
- 117 rezerwowa kompania saperów

Zgodnie z planem mobilizacyjnym miała zostać zmobilizowana w I rzucie mobilizacji powszechnej, ale z uwagi na pilną potrzebę wykonania prac fortyfikacyjnych na zagrożonych odcinkach, formowanie 117 kompanii przyspieszono i zmobilizowano ją w mobilizacji alarmowej w lipcu 1939 r. wraz z 14 Grupą Fortyfikacyjną. Od lipca budowała linię schronów betonowych w rejonie miejscowości Dąbrówka koło Bydgoszczy. W pierwszych dniach września wraz 14 G Fort. skierowana do Warszawy, którą osiągnęła 8 września. 11 września przydzielona do sektora obrony batalionu II/40 pp prowadziła prace fortyfikacyjne od ul. Grójeckiej do ul. Wawelskiej. Budowała zasieki z drutów kolczastych, kopała rowy przeciwpancerne, a także rozładowywała wagony na dworcu Warszawa-Towarowa. Prace te były wykonywane na I linii obrony i pod ostrzałem artylerii niemieckiej. 23 września saperzy 117 kompanii wzięli udział w wyciągnięciu z "ziemi niczyjej" 9 pociągów załadowanych bronią, amunicją, żywnością i spirytusem. Skapitulowała wraz z garnizonem Warszawy 28 września 1939 roku.   
- 118 rezerwowa kompania saperów

Zgodnie z planem mobilizacyjnym miała zostać zmobilizowana w I rzucie mobilizacji powszechnej, ale z uwagi na pilną potrzebę wykonania prac fortyfikacyjnych na zagrożonych odcinkach, formowanie 118 kompanii przyspieszono i zmobilizowano ją w mobilizacji alarmowej w lipcu 1939 r.  Na temat jej losów i działań brak informacji. Wiadomo, że 16 września podlegała dowódcy Odcinka Warszawa-Zachód.

### Lekkie kolumny pontonowe
Sformowane w 1 bsap. Leg. były dwóch typów: typu I nr 111, 112  i typu II 113 i 114.  Kolumny typu I  to sprzęt, tabor i ludzie przewożący elementy konstrukcyjne i pontony Lekkiego Mostu Pontonowego Drewnianego (LMPD), most 4-7 t lub 2,5-4-7 t. Etatowo składały się z: dowódcy kolumny z pocztem, drużyny gospodarczej, dwóch plutonów pontonowych w każdym 14 wozów mostowych 1 oficer i 59 podoficerów i saperów. Łącznie w skład kolumny wchodziło: 3 oficerów, 165 podoficerów i saperów, 211 koni, 14 wozów taborowych, zaprzęg kuchni polowej i 28 zaprzęgów wozów specjalnych mostowych. Typu II to kolumna Lekkiego Mostu Pontonowego Stalowego,(LMPS) most 5-8 t organizacja kolumny: to dowódca kolumny z pocztem, drużyna gospodarcza i dwa plutony po 21 wozów pontonowych i 1 wóz narzędziowy z  1 oficerem i 89 podoficerami i saperami. Łącznie kolumna typu II liczyła 3 oficerów i 230 podoficerów i saperów, 303 konie, 14 wozów taborowych, 1 zaprzęg kuchni polowej, 28 zaprzęgów wozów specjalnych pontonowych. Zgodnie z planem "Z" kolumny były przeznaczone do odwodu saperskiego "Dęblin".  Mobilizację kolumn rozpoczęto 30 sierpnia, a zakończono 5 września. W 111 i 112 lkp wystąpiły braki w uzbrojeniu w postaci pistoletów, w 113 i 114 lkp brakowało pistoletów i koni do pełnych zaprzęgów zamiast 6 zaprzężone zostały tylko 4 konie. Częściowo zamiast saperów zmobilizowano żołnierzy innych specjalności. Kolumny były mobilizowane od 30 sierpnia w koszarach batalionu, a od 1 września we wsi Czarnowo koło Pomiechówka.
- 111 lekka kolumna pontonowa

Brak jest wszelkich danych o działaniach 111 lkp.
- 112 lekka kolumna pontonowa

112 lkp przez cały okres walk przebywała w składzie załogi twierdzy Modlin i uczestniczyły w utrzymaniu przepraw przez Wisłę i Bugo-Narew. Ze składu 112 lkp wydzielono saperów wraz z bronią na koniach do składu szwadronu rozpoznawczego. W nocy 22/23 września szwadron wyruszył do puszczy, a 24 września został rozbity przez czołgi niemieckie na postoju we wsi Rybitew. Do Modlina 27 września powrócił jeden pluton z furgonem.
- 113 lekka kolumna pontonowa

Dowódcą kolumny był por. Witold Ziembicki. 5 września kolumna pomaszerowała przez Pomiechówek, Modlin, Nowy Dwór, Bożą Wolę do wsi Janówek pozostała w tej miejscowości do 9 września. W tym czasie była atakowana przez lotnictwo niemieckie, bez strat. Od 8 do 12 września 113 lkp wchodziła w skład zgrupowania saperskiego mjr. T. Pisarskiego, które miało rozpoznać i przygotować przeprawy na przedmościu modlińskim. 9 września kolumna powróciła do Nowego Dworu, gdzie zwodowała swoje pontony celem budowy mostu pontonowego. 10 września usiłował zbudować most w klinie Bugo-Narwi I pluton, poniósł on znaczne straty w sprzęcie od niemieckiego ostrzału artyleryjskiego. 113 lkp w kolejnych dniach lawirowała w terenie wokół Kazunia Niemieckiego z uwagi na ostrzał niemieckiej artylerii i ataki lotnicze, rannych zostało 2 saperów i utracono 3 konie. Od 16 września kolumna została dyslokowana do koszar batalionu mostowego. Przebywała tam do kapitulacji garnizonu Modlina, straty to 1 poległy i 1 ranny saper, utracono jednak 150 koni. W trakcie oblężenia kolumna dowoziła materiał do naprawy mostu polowego na Wiśle. Ze składu 113 lkp wydzielono saperów wraz z bronią na koniach do składu szwadronu rozpoznawczego. W nocy 22/23 września szwadron wyruszył do puszczy, a 24 września został rozbity przez czołgi niemieckie w rejonie wsi Rybitew, do Modlina powrócił 27 września jedynie jeden pluton z furgonem.
- 114 lekka kolumna pontonowa

Kolumna w okresie 8-12 września wchodziła w skład zgrupowania saperskiego  mjr. T. Pisarskiego, które miało rozpoznać i przygotować przeprawy na przedmościu modlińskim. 114 lkp przez cały okres walk przebywała w składzie załogi twierdzy Modlin i uczestniczyły w utrzymaniu przepraw przez Wisłę i Bugo-Narew.

### Plutony parkowe saperów
W trakcie mobilizacji alarmowej w terminie do 38 i 40 godziny od jej rozpoczęcia sformowano 11 i 12 plutony parkowe saperów oraz 11 komendę parku saperskiego. W ramach mobilizacji powszechnej sformowano do 4 września 13 pluton parkowy saperów.  Wiadomo, że 12 i 13 plutony parkowe saperów wchodziły w skład załogi Warszawy, 8 września zostały skierowane do Warszawy celem przygotowania wszystkich mostów na Wiśle do wysadzenia lub zabarykadowania ich. 11 pluton wchodził prawdopodobnie w skład garnizonu Modlina. Więcej nic nie wiadomo na temat ich działań.

### Oddział Zbierania Nadwyżek 1 bsap. Leg.
Po zmobilizowaniu własnych pododdziałów w koszarach 1 batalionu saperów Legionów w Modlinie zgłosiło się jeszcze wielu rezerwistów. 3 września podjęto organizację 11 kompanii marszowej saperów w sile 3 oficerów i około 100 szeregowych, broni ręcznej było dla 50% stanu kompanii. Podjęto organizację Ośrodka Zapasowego Saperów typu specjalnego nr 1.  4 września oddział nadwyżek 1 bsap. Leg. wymaszerował z Modlina, nadwyżki z uwagi na brak czasu i małe zasoby wyszły z koszar tylko częściowo umundurowane. Pod dowództwem mjr. Kazimierza Niewiarowskiego oddział maszerował przez Strugę, Okuniew, Miłosną, Mińsk Mazowiecki, Siedlce, Łuków do Białej koło Radzynia Podlaskiego. Marsz wykonywano głównie nocami z uwagi na ataki lotnictwa niemieckiego. Z OZN mjr Niewiarowski wyodrębnił grupę ppor. Koziełły, która na 20 podwodach miała odwieźć ewakuowany sprzęt batalionu do Łucka. Grupa ppor. Koziełły 12/13 września wyruszyła z Białej do Kowla, który osiągnęła 17 września i pomaszerowała dalej, w trakcie marszu uzyskano wiedzę o agresji sowieckiej. W trakcie marszu doszło do potyczek z dywersantami ukraińskimi. Zdobyto na nich broń i amunicję, następnie we wsi Hołoby doszło do walki z większą grupą dywersyjną, którą rozbito, a złapanych z bronią w ręku dywersantów rozstrzelano. 19 września osiągnięto Kowel, po zniszczeniu sprzętu i spaleniu akt, podjęto dalszy marsz. 23 września grupa ppor. Koziełły dostała się w Werbie do sowieckiej niewoli. OZN mjr. Niewiarowskiego z Radzynia Podlaskiego pomaszerował do Sławatycz, które osiągnięto 16 września, poprzez Piszczę dotarto do Lubomla. Tu dołączyły do OZN 1 b sap. nadwyżki z Ośrodków Sapersko-Pionierskich 18 DP i 29 DP. Załadowano się w Lubomlu do transportu kolejowego i przejechano 19 września do Kowla, tam bronią od zdemoralizowanych i rozbrajających się żołnierzy, dozbrojono się. Następnie odjechano w kierunku Brześcia, w trakcie jazdy doszło do potyczki z niemieckim plutonem piechoty, z uwagi na nieudolność mjr. Niewiarowskiego obecna w wagonach grupa oficerów odebrała dowodzenie i przekazała komendę kpt. Władysławowi Peksa z nadwyżek OS-P 29 DP. Po przyjeździe do Małoryty większość żołnierzy OZN 1 bsap. Leg. weszła w skład batalionu kpt. Peksy. Mjr Niewiarowski z grupą podoficerów zawodowych opuścił OZN. Batalion kpt. Peksy utworzył batalion II/178 pp 50 Dywizja Piechoty "Brzoza" (kompanie 5 i 6 strzelecką i część 2 ckm). Batalion zakończył walki kapitulacją 6 października 1939 r. pod Kockiem.

## Żołnierze 1 psap / 1 bsap Leg.
Dowódcy pułku / batalionu
- ppłk Stanisław Magnuszewski (p.o. VI 1921 – XI 1922)
- ppłk Roman Bolesław Ciborowski (1922–1924)
- ppłk sap. Henryk Czyż (do V 1927[15])
- p.o. mjr Tadeusz Dłużniakiewicz
- ppłk / płk SG Eugeniusz Kordzik (V 1927[15] – IV 1929[16])
- ppłk dypl. Czesław Pawłowicz (VIII 1929[17] - 23 III 1932[18])
- mjr / ppłk sap. Marian Kaufer (od 23 III 1932[19])
- ppłk Stanisław Bohdan Rządkowski (od 4 XI 1938)

Zastępcy dowódcy pułku / batalionu (od 1938 roku - I zastępca dowódcy batalionu)
- ppłk Stanisław Magnuszewski (XI 1922 – IV 1925[20] → dowódca 9 psap)
- mjr sap. Tadeusz Dłużniakiewicz (od X 1926[21])
- mjr sap. Stefan Reuger (od IV 1927)
- mjr sap. Marian Kaufer (20 IX 1930[22] – 23 III 1932 → dowódca baonu)
- mjr sap. Jan Mikołajski (od 28 VI 1933[23])
- mjr sap. Stefan Łaguna (II z-ca d-cy/kwatermistrz – od 28 IX 1933[24])

Organizacja i obsada personalna w 1939
Ostatnia pokojowa obsada personalna batalionu:
Dowództwo batalionu
- dowódca batalionu - ppłk Rządkowski Stanisław Bohdan
- I zastępca dowódcy batalionu – mjr Bieńkowski Henryk
- adiutant – kpt. Smalewski Marian
- oficer sztabowy ds. wyszkolenia - por. Parzyszek Wacław Stanisław
- lekarz – kpt. lek. Tadeusz Tenderenda
- II zastępca dowódcy (kwatermistrz) – mjr Siemiński Ludwik
- oficer mobilizacyjny – por. Brudkowski Adam
- z-ca oficera mobilizacyjnego – por. Papciak Zdzisław Władysław
- oficer administracyjno-materiałowy – por. Frączek Władysław
- oficer gospodarczy – kpt. int. Markiewicz Edward II
- dowódca kompanii gospodarczej – vacat
- oficer żywnościowy – chor. Śliwiński Jan

- komendant parku – kpt. Zieliński Herman
- zastępca komendanta – ppor. rez. pdsc. Klimosz Stanisław Karol
- dowódca kompanii specjalnej – por. Adynowski Marian Sylwester
- dowódca plutonu łączności – ppor. Czarnecki Tadeusz Władysław
- dowódca plutonu przeciwgazowego – por. Adynowski Marian Sylwester

Kompania szkolna
- dowódca kompanii szkolnej – kpt. Klimowicz Wiktor
- dowódca plutonu – por. Chacia Wiktor Józef
- dowódca plutonu – por. Kozera Stefan Zbigniew
- dowódca plutonu – ppor. Kamiński Zenon

- dowódca plutonu – ppor. Oranowski Zygmunt
- dowódca plutonu – ppor. Użarowski Zbigniew Aleksander

1 kompania
- dowódca 1 kompanii – kpt. Banaszkiewicz Tadeusz Roman
- dowódca plutonu – ppor. Chrzanowski Tadeusz Bronisław
- dowódca plutonu – ppor. Góralski Bronisław
- dowódca plutonu – ppor. rez. pdsc. Dudkiewicz Czesław

2 kompania
- dowódca 2 kompanii – por. Cieński Zbigniew Michał
- dowódca plutonu mechanicznego – ppor. Oranowski Zygmunt

3 kompania
- dowódca 3 kompanii – por. Tołwiński Bronisław
- dowódca plutonu – ppor. Fedorowicz Edward
- dowódca plutonu – ppor. Olszewski Jerzy Bogumił
- dowódca plutonu – chor. Gozdek Jan

4 kompania 
- dowódca 4 kompanii – por. Sałaciński Zygmunt Konrad
- dowódca plutonu – ppor. Chalkowski Zdzisław Antoni
- dowódca plutonu – ppor. Dobrowolski Kazimierz

Oddelegowani na kurs
- por. Anecki Bolesław Wacław[27]

### Żołnierze batalionu – ofiary zbrodni katyńskiej
Biogramy zamordowanych znajdują się na stronie internetowej Muzeum Katyńskiego
| Nazwisko i imię    | stopień              | zawód                     | miejsce pracy przed mobilizacją | zamordowany |
| ------------------ | -------------------- | ------------------------- | ------------------------------- | ----------- |
| Doczyński Bolesław | podporucznik rezerwy | technik kolejnictwa       |                                 | Katyń       |
| Gilewski Józef     | porucznik            |                           |                                 | Katyń       |
| Gimpel Ludwik      | podporucznik rezerwy | technik kolejnictwa       | Przeds. Państw. w Zbyszycach    | Katyń       |
| Kuciński Wojciech  | podporucznik rezerwy | farmaceuta                | właściciel apteki w Warszawie   | Katyń       |
| Sasal Mieczysław   | podporucznik rezerwy | technik kolejnictwa       |                                 | Katyń       |
| Stępień Władysław  | porucznik            | żołnierz zawodowy         |                                 | Katyń       |
| Zieliński Antoni   | kapitan              | inżynier                  | komendant parku                 | Katyń       |
| Celiński Wacław    | podporucznik rezerwy | inżynier                  |                                 | Charków     |
| Cybula Zygmunt     | podporucznik rezerwy | technik drogowo-budowlany |                                 | Charków     |
| Małecki Lucjan     | podporucznik rezerwy | technik                   |                                 | Charków     |
| Olszewski Jerzy    | podporucznik rezerwy |                           |                                 | Charków     |
| Smalewski Marian   | kapitan              |                           | adiutant 1 bsap                 | ULK         |

## Symbole batalionu

### Sztandar
7 maja 1922 roku w Warszawie marszałek Polski Józef Piłsudski wręczył pułkowi sztandar ufundowany ze składek oficerów i szeregowych oraz byłych żołnierzy.
|  |  |

Po przeprowadzeniu mobilizacji pododdziały gospodarcze i adiutantura wraz ze sztandarem, otrzymały rozkaz wycofania się za Bug. W zbiorze relacji z Banknock widnieje zapis: 1 Batalion Saperów Legionów. Sztandar znajdował się w plecaku mjr. Henryka Bieńkowskiego w chwili, gdy wymieniony był transportowany przez wojska sowieckie wraz z innymi oficerami do m. Szepietówka. Razem ze sztandarem znajdowały się wszystkie gwoździe wyjęte z drzewca. Dalsze losy sztandaru nieznane. – Meldunki gen. Szyszko-Bohusza i ppor. Zygmunta Oranowskiego..

### Odznaka pamiątkowa
17 września 1927 roku generał dywizji Daniel Konarzewski, w zastępstwie ministra spraw wojskowych, zatwierdził odznakę pamiątkową 1 pułku saperów Legionów imienia generała Tadeusza Kościuszki. 31 stycznia 1929 roku minister spraw wojskowych zatwierdził regulamin odznaki pamiątkowej 1 pułku saperów, dostosowany do przepisów o odznakach pamiątkowych formacji z 21 kwietnia 1928 roku.
Odznaka o wymiarach 43x43 mm ma kształt krzyża maltańskiego, w kolorze srebrnym, w którego centrum umieszczono medalion emaliowany w kolorach wojsk samochodowych. Na medalion nałożono inicjały patrona pułku „TK” na czerwonym tle, a wokoło na czarnym tle napis „P l SAP LEGJONÓW”. Na ramionach krzyża miniatury odznak: I Brygady Legionów, I Korpusu Polskiego, Halerczyków i rok „1921”. Pomiędzy ramionami skrzyżowane atrybuty saperów: toporek i łopata. Odznaka oficerska, siedmioczęściowa, wykonana w srebrze, połączona za pomocą dziesięciu nitów. Wykonawcą odznaki był Wiktor Gontarczyk z Warszawy.